# Voix et images
La revue Voix et images est une publication quadrimestrielle universitaire sur la littérature québécoise. Sous la tutelle du département d'études littéraires de l'Université du Québec à Montréal, elle publie des articles savants et des chroniques qui analysent la littérature québécoise.

## Historique de la revue
La revue Voix et images est fondée à Montréal en 1967 sous le nom Voix et images du pays. 
En 1966, l'historien Robert Lahaise du Collège Sainte-Marie de Montréal initie la publication des Cahiers de Sainte-Marie dans le but de créer un espace de diffusion pour les travaux des professeurs du collège. Son quatrième numéro sort en 1967 sous le thème « Littérature québécoise, Voix et images du pays », sous la direction de Jacques Allard, qui est suivi de « Voix et images du pays II » en 1969, sous la direction de Ronald Bérubé. Ce dernier supervise ensuite la parution de huit autres numéros qui reprennent le nom Voix et images du pays.   
Lors de la dissolution du Collège Sainte-Marie de Montréal en 1969, la publication est prise en charge par les Presses de l'Université du Québec. La revue est depuis sous la tutelle du département d'études littéraires de l'Université du Québec à Montréal.  
En 1973, Voix et images se dote d'un comité de rédaction qui est constitué à même un réseau inter-universitaire et pan-canadien de chercheurs et de collaborateurs. 
La revue change de nom en 1975 pour Voix et images au moment où elle tombe sous la responsabilité de Jacques Allard qui en assure la direction jusqu'en 1982. Sous sa tutelle, la revue consolide ses pratiques d'éditions, en devenant une publication quadrimestrielle, et resserre sa ligne éditoriale en sous-titrant le nom de la revue du syntagme: « Études québécoises ».  
En 1985, Voix et images remplace le système de tomaison de ses publications par une numérotation suivie et crée le Conseil de rédaction qui est constitué des anciens directeurs de la revue et de ses chroniqueurs réguliers. En 1986, le mandat de direction de la revue est restreint à trois ans. 
La revue est membre de la Société de développement des périodiques culturels québécois (SODEP) depuis 2013 et avait précédemment été membre de 1981 à 2002.

## Ligne éditoriale
La revue Voix et images publie des textes de réflexion et des analyses universitaires portant sur la littérature québécoise de sa naissance à aujourd'hui. 

À ses débuts en 1967 jusqu'à la deuxième moitié des années 1970,  
« ...l’enjeu cardinal de Voix et images a été l’invention de la “littérature québécoise”, c’est-à-dire à la fois la construction et la délimitation d’un corpus d’œuvres significatives, la recension ou la consécration de figures et d’auteurs et l’assignation aux textes, enfin, d’une valeur spéciale et d’une “lisibilité” propre à assurer l’identité d’un espace national englobant; en un mot, la formation d’une archive et d’une histoire littéraires et, par là même, le déploiement d’une représentativité nationale spécifique. » 
La revue s'inscrit, à cette époque de son histoire, au sein d'un mouvement intellectuel qui vise à rejeter l'usage de l'expression « littérature canadienne-française » dans le but d'institutionnaliser l'appellation « littérature québécoise » pour désigner les textes littéraires écrits et publiés au Québec.
Au cours des années 1980, la ligne éditoriale de Voix et images se réoriente pour inclure à ses publications des analyses qui mettent en relation les œuvres littéraires québécoises avec celles produites dans le reste du Canada, aux États-Unis et en Europe. Ainsi, en 1987, Bernard Andrès écrit au sein des pages de la revue que « en dépit des aléas du nationalisme ou, qui sait?, grâce au désenchantement de l’après-référendum, une nouvelle vision du pays, plus continentale, mieux ouverte à l’hybridisation des discours et des cultures, est peut-être en train de se forger. » Cette tendance se manifeste à travers des publications telles que le dossier sur la littérature canadienne-anglaise (automne 1984), les dossiers « Québec-Amérique latine » (automne 1986) et « Jack Kerouac et l'imaginaire québécois » (printemps 1988) dirigés par Bernard Andrès, le dossier « La littérature québécoise sous le regard de l'autre » (printemps 1999) et le numéro sur la littérature anglo-québécoise (printemps 2005). 
À l'automne 1988, la publication d'un dossier sur France Théoret inaugure la création de la rubrique « Féminismes », qui couvre les débats et les enjeux entourant l'écriture québécoise au féminin.

## Comité de rédaction
En 2022, la revue est dirigée par Luc Bonenfant (Université du Québec à Montréal) et son comité de rédaction est constitué de Louis-Daniel Godin (Université du Québec à Montréal), Stéphane Inkel (Université Queen), Frédéric Rondeau (Université du Maine), Chantal Savoie (Université du Québec à Montréal) et Josée Vincent (Université de Sherbrooke).

## Prix et honneurs
En 2003, la revue fonde le prix « Jeunes chercheurs de Voix et images » qui récompense le meilleur article écrit par un étudiant et publié dans la revue. Le prix est décerné par un jury international.